# 瑞聖寺
瑞聖寺（ずいしょうじ）は、東京都港区白金台三丁目にある禅宗寺院。宗派は黄檗宗系の単立。山号は紫雲山。本尊は釈迦如来。開山は木庵性瑫、開基は青木重兼である。

## 歴史
瑞聖寺は寛文10年（1670年）に創建された。開山（初代住持）は日本黄檗宗2代の木庵性瑫である。木庵は日本黄檗主の祖・隠元隆琦の招きで明暦元年（1655年）に中国・明から来日し、寛文5年（1665年）に江戸入りした。開基（寺院創設の経済的基盤を提供した人物）は摂津麻田藩（大阪府豊中市）の2代藩主・青木重兼である。重兼は黄檗宗に深く帰依し、晩年には家督を譲って出家している。江戸時代には江戸の黄檗宗の中心寺院として「一山之役寺」と呼ばれていた。『江戸名所図会』によると山門・天王殿・大雄宝殿・禅堂等を備えた巨刹であったが、文政年間に大規模な罹災あう。現大雄宝殿は高輪下馬将軍として名高い薩摩藩主・島津重豪により扁額を与えられる共に再建されるに至る。
大雄宝殿および通用門1棟は昭和59年（1984年）東京都指定有形文化財に指定され、平成4年（1992年）に国の重要文化財に指定された。
現在は寺の北側の目黒通り側が境内入口になっているが、本来こちらは裏門で、寺の東側が正式の入口であった。もと目黒通り側にあった高麗門形式の旧通用門（重要文化財の附指定）は、明治時代に東側に移築されている。
瑞聖寺創建350年記念事業として、既存庫裏老朽化による建替え工事を行っており、工期は平成29年（2017年）1月着工、平成30年（2018年）11月に完成している。

## 文化財

### 重要文化財
- 大雄宝殿（附:旧通用門） - 宝暦7年（1757年）の上棟。入母屋造、本瓦葺き、一重裳階（もこし）付き。

### その他
他に江戸最初の七福神巡りとされる元祖山手七福神の一つ、布袋尊像がある。また、宝暦9年（1759年）に鋳造された瑞聖寺の半鐘はスイスのジュネーヴ民族博物館に保管されているが、国外へ流出した経緯などは記録がないため不明である。
ジュネーブ市の「民俗学博物館」に展示されていた「半鐘」は平成20年6月現在「民俗学博物館」の展示内容を現代美術に変更したため、その存在は不明で職員によると保管庫にあるとのこと。
開基である青木重兼（母親は関氏）の縁からか、新見藩主の関氏の菩提寺となっている。

## ギャラリー

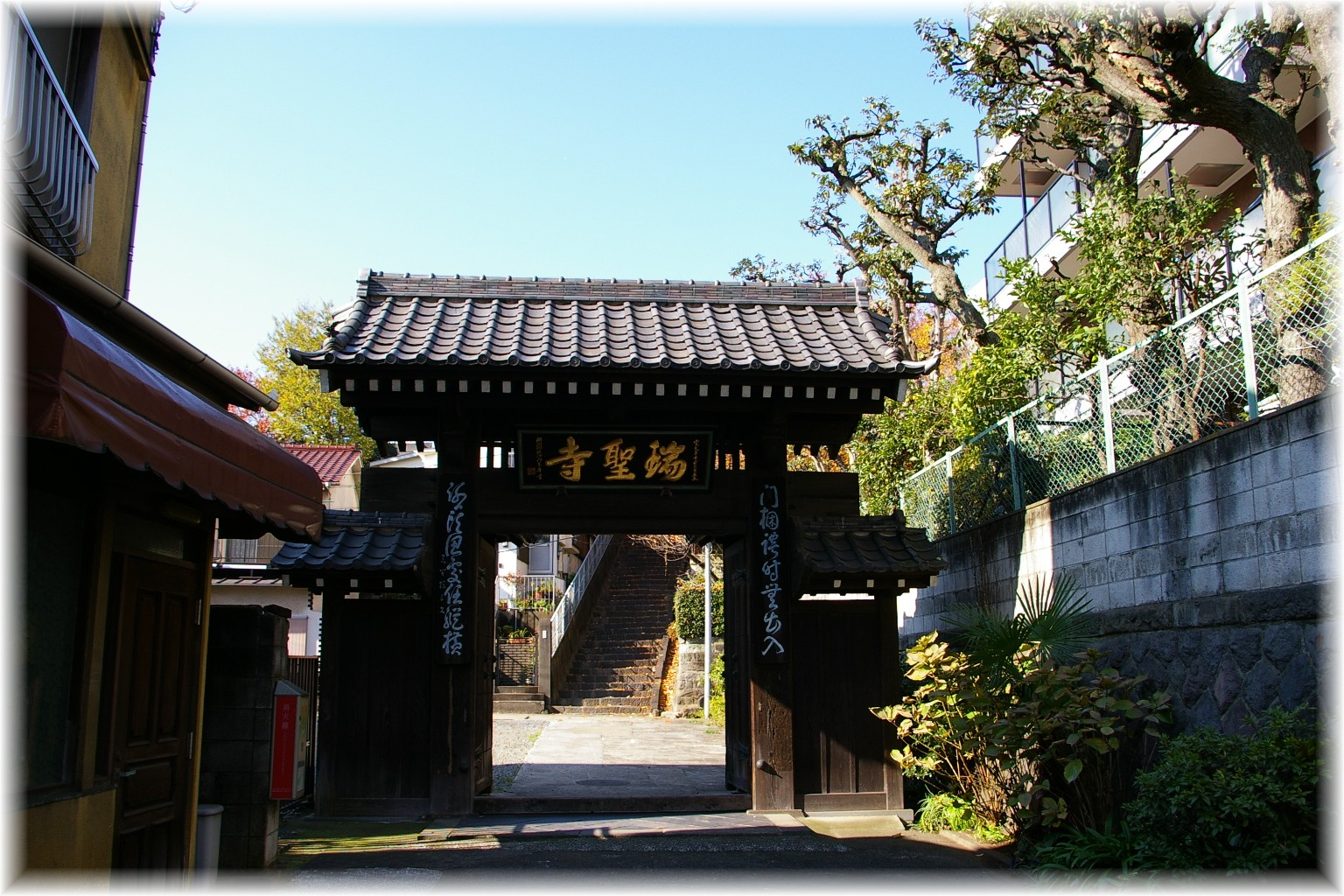
高麗門形式の通用門（重要文化財の附指定）
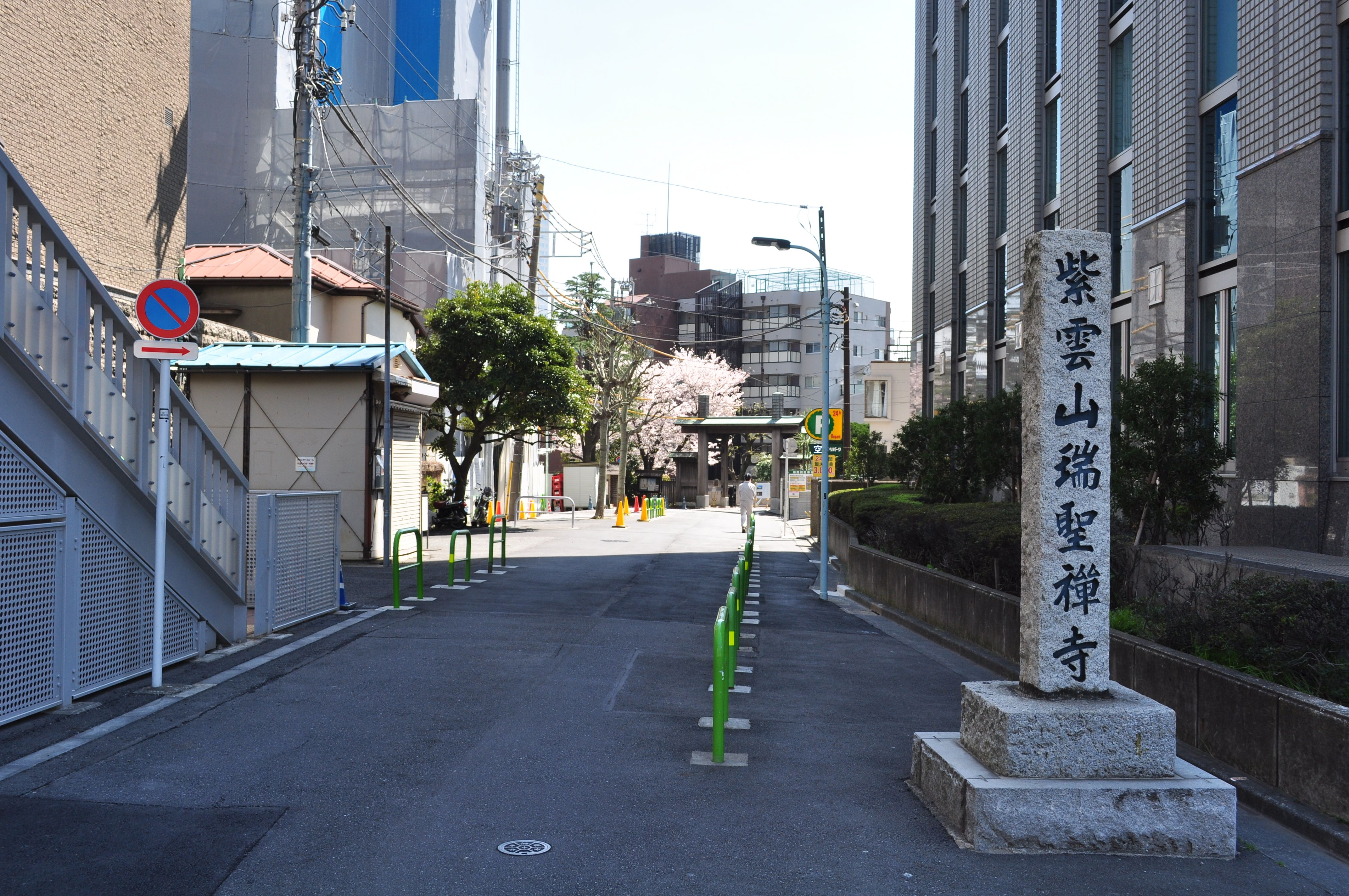
参道（2018年3月30日撮影）
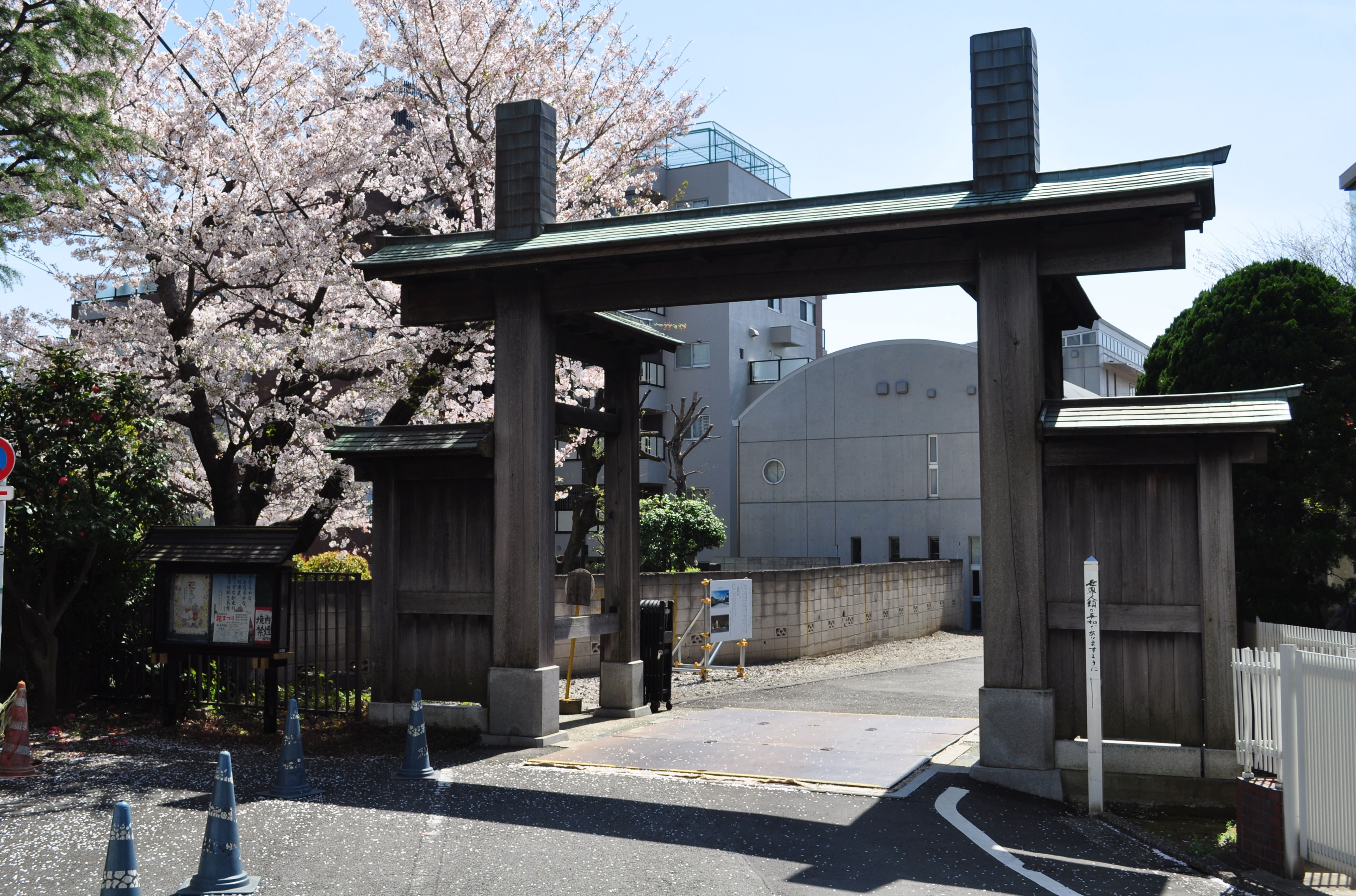
裏門（2018年3月30日撮影）
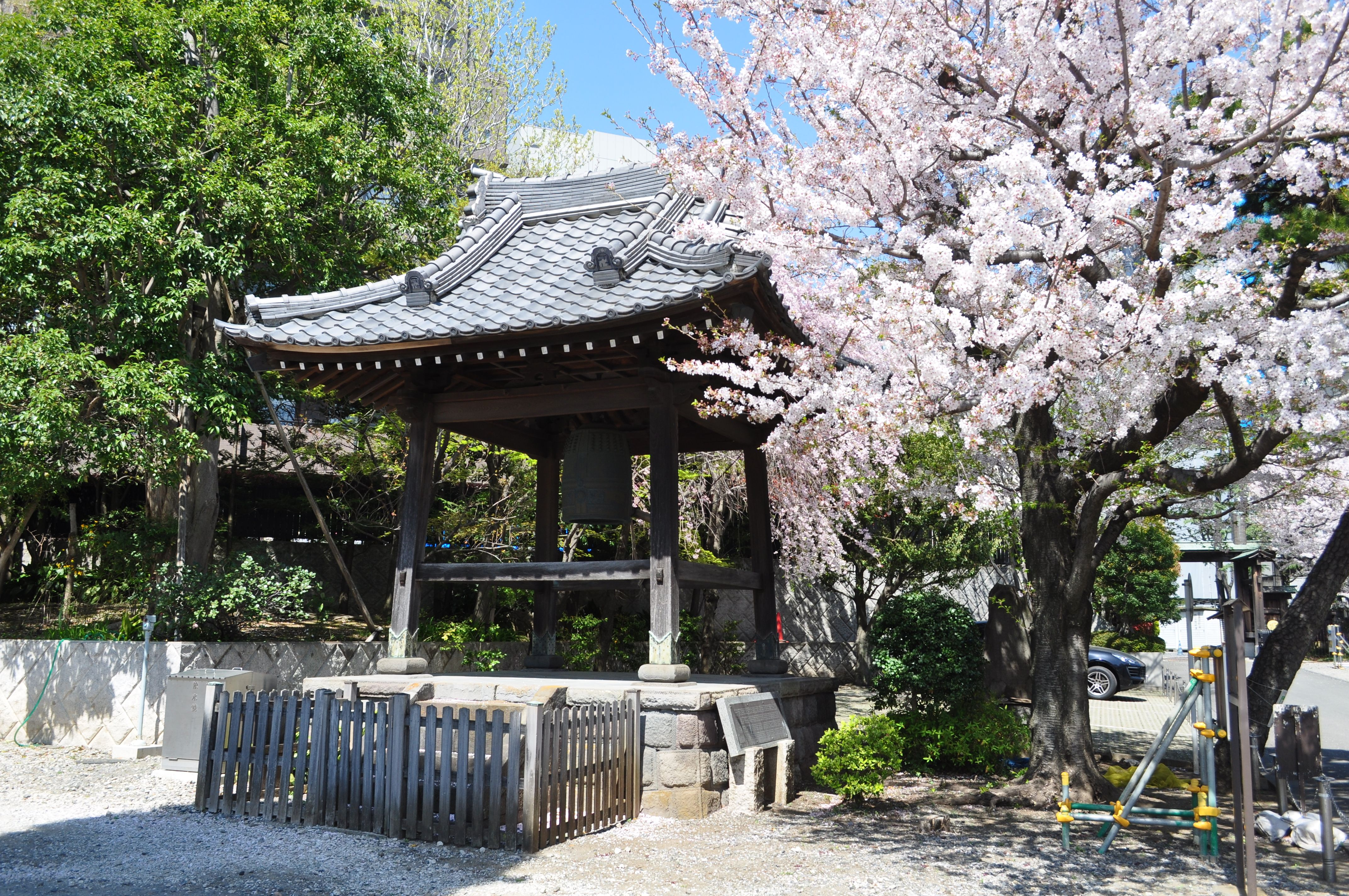
鐘楼（2018年3月30日撮影）
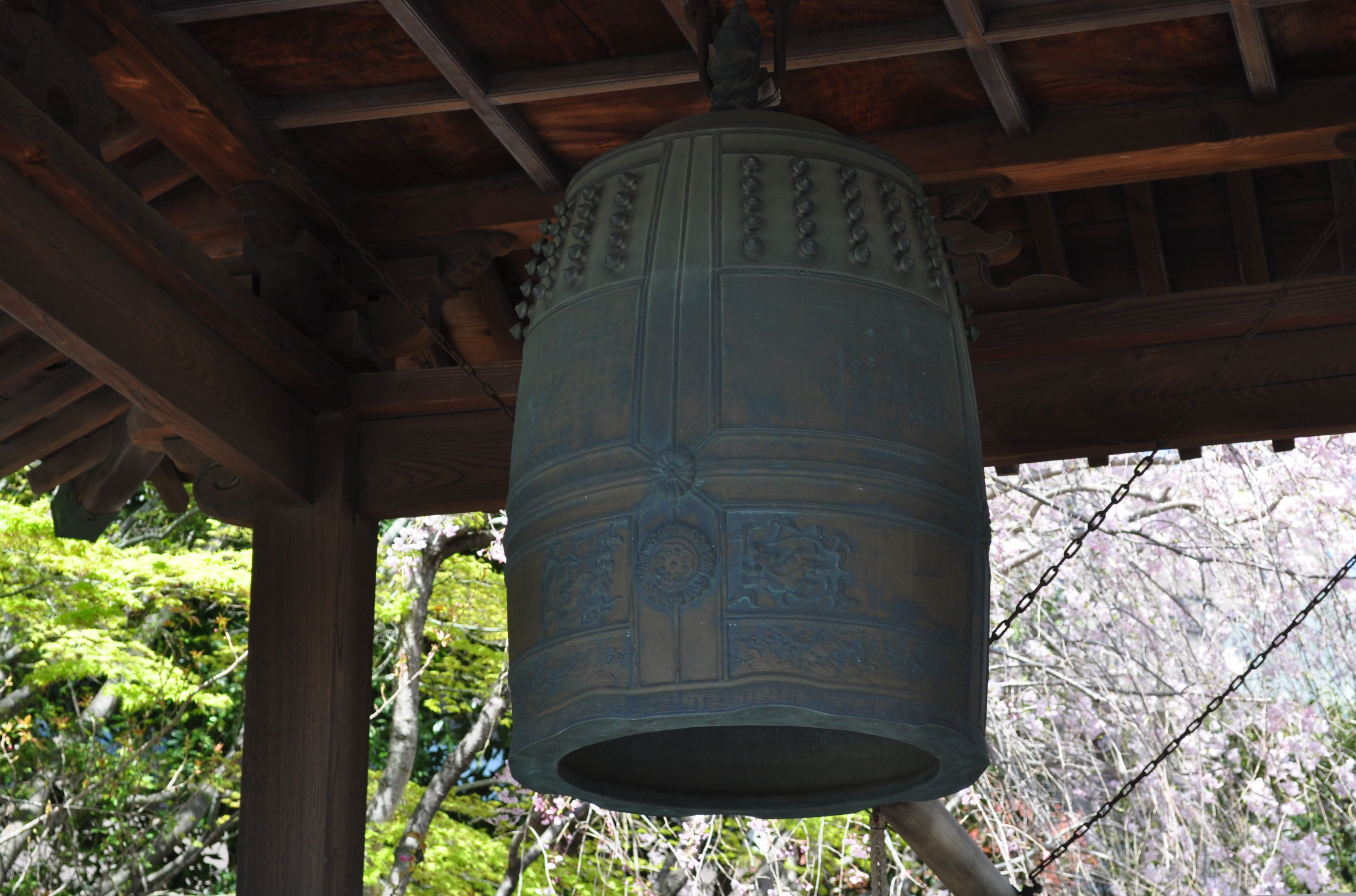
梵鐘（2018年3月30日撮影）